# Чесоточный зудень
Чесоточный зудень (лат. Sarcoptes scabiei) — внутрикожный паразит, вызывающий чесотку у человека и многих других млекопитающих.
Зудень белого или желтовато-белого цвета, самец до 0,23 мм длины и 0,19 мм ширины, самка до 0,45 мм длины и 0,35 мм ширины; яйцо 0,14 мм. Тело широкоовальное, складчатое, лишено сегментации. У самца присоски на 1-й, 2-й и 4-й, у самки на 1-й и 2-й паре ног; на остальных щетинки. Глаз нет. Педипальпы выполняют функцию обоняния и осязания. Щупики трехчлениковые. Ротовой аппарат грызущего типа, образован хелицерами и педипальпами. Спинная сторона выпуклая; в средней части имеются многочисленные мелкие треугольные чешуйки и несколько пар шиповидных щетинок. Острая вершина чешуек и остриё щетинок обращены назад, что препятствует обратному передвижению в узких ходах толщи кожи хозяев. Тело разделено поперечной насечкой на головогрудь и брюшко. Головогрудь несет хоботок, образовавшийся сросшимися педипальпами, и состоит из гипостома и хелицер, имеющих клешневидную форму. Есть четыре пары коротких сильно редуцированных шести членистых ножек: первые две пары расположены в передней части тела на боковых сторонах головогруди и поэтому хорошо заметны как с брюшной, так и со спинной стороны. Остальные две пары ног причленяются на брюшной стороне головогруди немного ниже середины тела. На некоторых ножках имеется длинный трубчатый стерженек, на конце которого находится присоска. У самки присоски имеются на первой и второй части ног.
Роют ходы в коже хозяина, где и размножаются; питаются кровью. Клещи могут поражать любые участки кожи, но чаще всего встречаются на тыльной поверхности кистей, в межпальцевых пространствах, подмышечных впадинах, промежности. Ходы видны на коже в виде прямых или извилистых линий беловато-грязноватого цвета.
Клещи вызывают сильный зуд, усиливающийся по ночам. Человек расчёсывает пораженные места, в расчесы попадает микробная инфекция, происходит нагноение, воспалительные процессы.